# Governatorato di San Pietroburgo
Il governatorato di San Pietroburgo (in russo Санкт-Петербургская губерния?, Sankt-Peterburgskaja gubernija) era una gubernija dell'impero russo. Il capoluogo era San Pietroburgo.

## Istituzione
Il governatorato dell'Ingermanland (Ингерманла́ндская губе́рния, Ingermanlandskaya guberniya) nasce dai territori riconquistati dall'Impero svedese durante la grande guerra del nord. Nel 1704 il principe Aleksandr Aleksandrovič Menšikov fu nominato suo primo governatore, e nel 1706 fu la prima regione russa designata come governatorato. Come previsto dall'editto del 29 dicembre 1708 dello zar Pietro I di Russia, l'intera Russia fu divisa in otto governatorati. Nello stesso anno il governatorato dell'Ingermanland fu ulteriormente ampliato fino a comprendere le regioni di Pskov, Novgorod e altre città della Russia occidentale. Come per il resto dei governatorati, non sono stati definiti né i confini né le suddivisioni interne, mentre invece il territorio era definito come un insieme di città e di terre adiacenti alle città.
Con l'editto del 3 giugno 1710, viene istituito il governatorato di San Pietroburgo, in seguito alla fondazione della città di San Pietroburgo. Nel 1721 l'Ingria svedese, parti della contea di Kexholm, la contea di Viborg e Nyslott, furono formalmente cedute alla Russia con il trattato di Nystad. Con il trattato di pace di Åbo del 1743, le parti di Kexholm e Viborg furono unite con le nuove conquiste territoriali, prese dalla Svezia, nel governatorato di Vyborg (Выборгская губерния).
Dal 18 agosto 1914 al 26 gennaio 1924 cambia nome in governatorato di Pietrogrado, mentre dal 1924 al 1927 cambia ancora in governatorato di Leningrado. Fu abolito il 1º agosto 1927 quando fu creato il moderno oblast' di Leningrado.
Elenco delle città incluse nel governatorato dell'Ingermanland al momento della sua istituzione:
- San Pietroburgo
- Beloozero
- Bežeck
- Tartu
- Gdov
- Izborsk
- Kargopol'
- Kašin
- Kopor'e
- Novaja Ladoga
- Velikiye Luki
- Narva (città)
- Olonec
- Opočka
- Ostrov (Russia)
- Porchov
- Pošechon'e
- Pskov
- Romanov
- Novoržev
- Ržev
- Shlisselburg
- Staraja Russa
- Toropec
- Toržok
- Tver'
- Uglič
- Ustjužna
- Veliky Novgorod
- Kingisepp
- Jaroslavl'

## Amministrazione

### Governatori generali
- Principe Aleksandr Aleksandrovič Menšikov 12 ottobre 1702 - maggio 1724
- Pyotr Apraksin maggio 1724 - gennaio 1725
- Principe Aleksandr Menshikov gennaio 1725-8 settembre 1727
- Jan Sapieha 1727-1728
- Burkhard Christoph von Münnich Gennaio 1728-1734 Governatore di guerra
- Nikolai Golovin 1742
- Peter Lacy 1743
- Vasily Repnin 1744
- Stepan Ignatiev 1744
- Boris Grigor'evič Jusupov 1749
- Principe Michail Michajlovič Golicyn 1752-1754
- Pietro Augusto di Schleswig-Holstein-Sonderburg-Beck 1762
- Ivan Neplyuyev 1762-1764
- Ivan Glebov 1767
- Principe Aleksander Golitsin ottobre 1769-8 ottobre 1783
- Jacob Bruce 1784-6 ottobre 1791
- Alessandro I di Russia 6 ottobre 1791-1797 Governatore di guerra
  - Nikolai Arkharov 6 ottobre 1791 - novembre 1796, fino al 15 giugno 1797 governatore generale facente funzione
- Friedrich Wilhelm von Buxhoeveden giugno 1797 - agosto 1798
- Pëtr Alekseevič Palen 8 agosto 1798-30 giugno 1801, fino al 25 agosto 1800 in qualità di governatore di guerra dal 24 marzo 1801
- Michail Illarionovič Kutuzov 30 luglio 1801-9 settembre 1802 Governatore di guerra
- Michail Fedotovič Kamenskij 27 agosto 1802-16 novembre 1802 Governatore di guerra
- Pëtr Aleksandrovič Tolstoj 28 novembre 1802-25 gennaio 1803 Governatore di guerra
- Andrey Budberg 25 gennaio 1803-17 febbraio 1803 Governatore di guerra
- Pyotr Tolstoy 28 novembre 1802-10 settembre 1805 Governatore di guerra
  - Nikolai Svechin 1803-1806
- Sergey Vyazmitinov 10 settembre 1805-12 gennaio 1808 Governatore di guerra
- Principe Dmitry Lobanov-Rostovskiy 12 gennaio 1808-2 febbraio 1809
- Aleksandr Balašov 14 febbraio 1809-9 aprile 1810
- Sergey Vyazmitinov 10 novembre 1816-31 agosto 1818 Governatore generale della guerra
- Michail Andreevič Miloradovič 31 agosto 1818-15 dicembre 1825 Governatore generale della guerra
- Pavel Golenishchev-Kutuzov 27 dicembre 1825-19 febbraio 1830 Governatore generale della guerra
- Pyotr Essen 17 febbraio 1830-14 febbraio 1842 Governatore generale di guerra
- Aleksander Kavelin 14 febbraio 1842-19 aprile 1846 Governatore generale di guerra
- Matvey Khrapovitskiy 7 aprile 1846-31 marzo 1847 Governatore generale della guerra
- Dmitry Shulgin 3 maggio 1847-1 gennaio 1855 Governatore generale di guerra
  - Aleksander Stroganov 1854 Governatore di guerra
- Pavel Ignatiev 28 dicembre 1854-16 novembre 1861 Governatore generale della guerra
- Aleksandr Suvorov-Rymnikskiy 16 novembre 1861-16 maggio 1866 Governatore generale della guerra
- Iosif Vladimirovič Gurko aprile 1879 - febbraio 1880
- Pyotr Gresser Febbraio 1880-1892
- Viktor von Wahl 1892—1895
- Nikolai Kleigels 1895-1904
- Ivan Fullon 1904-1905
- Dmitrij Fëdorovič Trepov 12 gennaio 1905-14 aprile 1905 governatore generale facente funzione
- Vladimir Dedyulin 1905-1906
- Vladimir von der Launits 1906-1907
- Daniil Drachevsky 1907-1914
- Aleksandr Obolensky 1914-1916
- Aleksandr Balk 1916 - marzo 1917
- Vadim Yurevich marzo-maggio 1917
- Grigory Shreider luglio-novembre 1917

### Governatori
- Fëdor Matveevič Apraksin 1712-1723
- Vasily Saltykov 21 gennaio 1734 - ottobre 1740
- Principe Yakov Shakhovskoy ottobre 1740 - novembre 1740
- Principe Vasily Nesvitsky 23 luglio 1761-17 aprile 1764
- Stepan Ushakov 21 aprile 1764-21 aprile 1773
- Stepan Perfiliev 22 settembre 1773-10 settembre 1774
- Karl Ungern-Sternverg 12 settembre 1774-25 luglio 1779
- Dmitry Volkov 4 agosto 1779-1780
- Ustin Potapov 4 agosto 1780-1 gennaio 1784
- Pyotr Tarbeev 1 aprile 1784-18 marzo 1785
- Pyotr Konovnitsin 18 marzo 1785-2 settembre 1793
- Nikita Ryleev 2 settembre 1793-9 giugno 1797
- Ivan Alekseev 9 giugno 1797-28 agosto 1797
- Ivan Grevens 28 agosto 1797-21 dicembre 1798
- Dmitry Glinka 22 dicembre 1798-2 marzo 1800
- Prokopy Mishchersky 7 marzo 1800-1 giugno 1800
- Nikolay Khotyaintsev 1 giugno 1800-5 giugno 1801
- Pyotr Pankratiev 5 giugno 1801-19 luglio 1802
- Sergey Kushnikov 19 luglio 1802-28 ottobre 1804
- Pyotr Paseviev 28 ottobre 1804-31 gennaio 1808
- Mikhail Mikhailovich Bakunin 31 gennaio 1808-14 luglio 1816
- Semyon Shcherbinin 15 agosto 1816-23 novembre 1826
- Aleksandr Bezobrazov 25 novembre 1826-27 gennaio 1829
- Ivan Khrapovitskiy 27 gennaio 1829-11 dicembre 1835
- Mikhail Zhemchuzhnikov 11 dicembre 1835-30 dicembre 1840
- Vasily Sheremetev 10 gennaio 1841-28 giugno 1843
- Nikolay Zhukovskiy 10 agosto 1843-8 aprile 1851
- Pyotr Donaurov 8 aprile 1851-7 aprile 1855
- Nikolai Smirnov 7 aprile 1855-1 gennaio 1861
- Aleksandr Bobrinsky 12 gennaio 1861-13 marzo 1864
- Vladimir Skaryatin 20 marzo 1864-1 gennaio 1865
- Lev Perovskiy 1 gennaio 1865-22 luglio 1866, fino al 22 luglio 1865 facente funzione
- Nikolay Levashov 22 luglio 1866-8 maggio 1871
- Iosif Lutkovskiy 9 maggio 1871-2 settembre 1880, fino al 30 marzo 1873 facente funzione
- Fëdor Fëdorovič Trepov 1873-1878
- Sergey Tol 2 settembre 1880 - maggio 1903
- Aleksandr Zinoviev 6 marzo 1903 - gennaio 1911
- Aleksandr Adlerberg 9 gennaio 1911-18 agosto 1914

### Marescialli della nobiltà
In qualità di Presidente dell'Assemblea della Nobiltà
- Alexander Kurakin 1780-1783
- Adam Olsufiev 1783-1784
- Andrey Shuvalov 1784-1785
- Aleksander Naryshkin 1788-1790
- Aleksander Stroganov 1790-1798
- Mikhail Rumyantsev 1798-1801
- Pyotr Razumovsky 1801-1805
- Aleksander Stroganov 1805-1811
- Aleksey Zherebtsov 1811-1814
- Ilya Bezborodko 1814-1815
- Aleksey Zherebtsov 1815-1818
- Arkadiy Nelidov 1826-1830
- Dmitriy Durnovo 1830-1833
- Principe Vasiliy Dolgorukov 1833-1839
- Principe Golitsin 24 febbraio 1839-1842
- Mikhail Potyomkin 21 marzo 1842-24 marzo 1854
- Pëtr Andreevič Šuvalov 24 marzo 1854-29 marzo 1863
- Grigoriy Shcherbatov 29 marzo 1863-8 marzo 1866
- Vladimir Orlov-Davydov 8 marzo 1866-21 marzo 1869
- Aleksandr Bobrinskiy 21 marzo 1869-18 aprile 1872
- Andrey Shuvalov 18 aprile 1872-14 aprile 1876
- Aleksey Bobrinskiy 14 aprile 1876-27 gennaio 1890
- Aleksandr Mordvinov 27 gennaio 1890-1891
- Aleksandr Trubnikov 1891-1 febbraio 1893
- Aleksey Bobrinskiy 1 febbraio 1893-8 febbraio 1897
- Aleksandr Zinoviev 8 febbraio 1897 - febbraio 1904
- Vasiliy Gudovich 15 febbraio 1904 - marzo 1909
- Ivan Petrovič Saltykov 8 marzo 1909-1915